# Pivka (kommun)

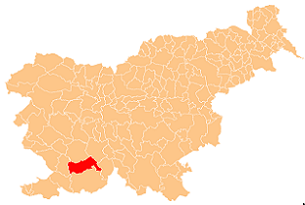
Pivkas läge i Slovenien.

Pivka (slovenska: Občina Pivka) är en kommun i södra Slovenien. Kommunens administrativa huvudort är Pivka. Den hade 5 926 invånare (2002).